# Hockey-Europameisterschaft
Als Hockey-Europameisterschaften bezeichnet man die europäischen Kontinentaltitelkämpfe im Feld- und Hallenhockey. Feldhockey-Europameisterschaften werden für Herren seit 1970, für Damen seit 1984 ausgetragen. Seit 2003 finden sie alle zwei Jahre statt, jeweils zwischen den Olympischen Sommerspielen und den Weltmeisterschaften. Seit 2007 werden die Wettbewerbe für Damen und Herren gleichzeitig am selben Ort ausgespielt. Hallenhockey-Europameisterschaften werden für Damen und Herren seit 1974 ausgetragen.
Unterhalb der Europameisterschaften gibt es jeweils eine EuroHockey Nations Trophy und eine EuroHockey Nations Challenge für schwächere Nationalmannschaften.

## Feldhockey-Europameisterschaft der Herren
|    | Turnier | Gold           | Silber         | Bronze         | Austragungsort               |
| -- | ------- | -------------- | -------------- | -------------- | ---------------------------- |
| 1  | EM 1970 | BR Deutschland | Niederlande    | Spanien        | Brüssel, Belgien             |
| 2  | EM 1974 | Spanien        | BR Deutschland | Niederlande    | Madrid, Spanien              |
| 3  | EM 1978 | BR Deutschland | Niederlande    | England        | Hannover, BR Deutschland     |
| 4  | EM 1983 | Niederlande    | Sowjetunion    | BR Deutschland | Amstelveen, Niederlande      |
| 5  | EM 1987 | Niederlande    | England        | BR Deutschland | Moskau, Sowjetunion          |
| 6  | EM 1991 | Deutschland    | Niederlande    | England        | Paris, Frankreich            |
| 7  | EM 1995 | Deutschland    | Niederlande    | England        | Dublin, Irland               |
| 8  | EM 1999 | Deutschland    | Niederlande    | England        | Padua, Italien               |
| 9  | EM 2003 | Deutschland    | Spanien        | England        | Barcelona, Spanien           |
| 10 | EM 2005 | Spanien        | Niederlande    | Deutschland    | Leipzig, Deutschland         |
| 11 | EM 2007 | Niederlande    | Spanien        | Belgien        | Manchester, England          |
| 12 | EM 2009 | England        | Deutschland    | Niederlande    | Amstelveen, Niederlande      |
| 13 | EM 2011 | Deutschland    | Niederlande    | England        | Mönchengladbach, Deutschland |
| 14 | EM 2013 | Deutschland    | Belgien        | Niederlande    | Boom, Belgien                |
| 15 | EM 2015 | Niederlande    | Deutschland    | Irland         | London, England              |
| 16 | EM 2017 | Niederlande    | Belgien        | England        | Amstelveen, Niederlande      |
| 17 | EM 2019 | Belgien        | Spanien        | Niederlande    | Antwerpen, Belgien           |
| 18 | EM 2021 | Niederlande    | Deutschland    | Belgien        | Amstelveen, Niederlande      |
| 19 | EM 2023 | Niederlande    | England        | Belgien        | Mönchengladbach, Deutschland |
| 20 | EM 2025 | Deutschland    | Niederlande    | Spanien        | Mönchengladbach, Deutschland |

| RF                                                         | Land         | G | S | B |
| ---------------------------------------------------------- | ------------ | - | - | - |
| 1                                                          | Deutschland1 | 9 | 4 | 3 |
| 2                                                          | Niederlande  | 7 | 8 | 4 |
| 3                                                          | Spanien      | 2 | 3 | 2 |
| 4                                                          | England      | 1 | 2 | 7 |
| 5                                                          | Belgien      | 1 | 2 | 3 |
| 6                                                          | Russland2    | 0 | 1 | 0 |
| 7                                                          | Irland       | 0 | 0 | 1 |
| 1 1970 bis 1987 BR Deutschland 2 1970 bis 1991 Sowjetunion |              |   |   |   |

Stand: nach EM 2025 

### Ewige Tabelle
Die ewige Tabelle enthält alle Ergebnisse der Europameisterschaften seit 1970. Die ewige Tabelle ist auf Grundlage der 3-Punkte-Regel berechnet. Es wurde grundsätzlich das Ergebnis nach 70 Minuten gewertet.
| Rang | Land        | Spiele | Tore | Gegentore | Punkte | Teilnahmen |
| ---- | ----------- | ------ | ---- | --------- | ------ | ---------- |
| 1.   | Deutschland | 86     | 319  | 97        | 213    | 14         |
| 2.   | Niederlande | 86     | 340  | 118       | 202    | 14         |
| 3.   | England     | 87     | 235  | 125       | 166    | 14         |
| 4.   | Spanien     | 87     | 244  | 136       | 159    | 14         |
| 5.   | Belgien     | 79     | 181  | 190       | 118    | 13         |
| 6.   | Irland      | 77     | 142  | 152       | 104    | 12         |
| 7.   | Frankreich  | 83     | 140  | 218       | 96     | 13         |
| 8.   | Polen       | 76     | 147  | 199       | 92     | 12         |
| 9.   | Russland    | 54     | 99   | 135       | 70     | 8          |
| 10.  | Schottland  | 54     | 79   | 117       | 57     | 8          |
| 11.  | Wales       | 54     | 65   | 118       | 43     | 8          |
| 12.  | Schweiz     | 40     | 56   | 121       | 30     | 6          |
| 13.  | Italien     | 41     | 39   | 127       | 28     | 6          |
| 14.  | Tschechien  | 31     | 26   | 88        | 25     | 5          |
| 15.  | Österreich  | 26     | 28   | 79        | 22     | 4          |
| 16.  | Dänemark    | 13     | 13   | 19        | 11     | 2          |
| 17.  | Belarus     | 7      | 15   | 22        | 9      | 1          |
| 18.  | Finnland    | 12     | 4    | 22        | 8      | 2          |
| 19.  | Jugoslawien | 6      | 8    | 10        | 7      | 1          |
| 20.  | Ungarn      | 6      | 3    | 8         | 6      | 1          |
| 21.  | Gibraltar   | 7      | 4    | 27        | 1      | 1          |
| 22.  | Portugal    | 6      | 1    | 22        | 0      | 1          |
| 23.  | Malta       | 6      | 0    | 38        | 0      | 1          |

Stand: nach der EM 2013

## Feldhockey-Europameisterschaften der Damen
|    | Turnier | Gold        | Silber      | Bronze         | Austragungsort               |
| -- | ------- | ----------- | ----------- | -------------- | ---------------------------- |
| 1  | EM 1984 | Niederlande | Sowjetunion | BR Deutschland | Lille, Frankreich            |
| 2  | EM 1987 | Niederlande | England     | Sowjetunion    | London, England              |
| 3  | EM 1991 | England     | Deutschland | Sowjetunion    | Brüssel, Belgien             |
| 4  | EM 1995 | Niederlande | Spanien     | Deutschland    | Amstelveen, Niederlande      |
| 5  | EM 1999 | Niederlande | Deutschland | England        | Köln, Deutschland            |
| 6  | EM 2003 | Niederlande | Spanien     | Deutschland    | Barcelona, Spanien           |
| 7  | EM 2005 | Niederlande | Deutschland | England        | Dublin, Irland               |
| 8  | EM 2007 | Deutschland | Niederlande | England        | Manchester, England          |
| 9  | EM 2009 | Niederlande | Deutschland | England        | Amstelveen, Niederlande      |
| 10 | EM 2011 | Niederlande | Deutschland | England        | Mönchengladbach, Deutschland |
| 11 | EM 2013 | Deutschland | England     | Niederlande    | Boom, Belgien                |
| 12 | EM 2015 | England     | Niederlande | Deutschland    | London, England              |
| 13 | EM 2017 | Niederlande | Belgien     | England        | Amstelveen, Niederlande      |
| 14 | EM 2019 | Niederlande | Deutschland | Spanien        | Antwerpen, Belgien           |
| 15 | EM 2021 | Niederlande | Deutschland | Belgien        | Amstelveen, Niederlande      |
| 16 | EM 2023 | Niederlande | Belgien     | Deutschland    | Mönchengladbach, Deutschland |
| 17 | EM 2025 | Niederlande | Deutschland | Spanien        | Mönchengladbach, Deutschland |

| RF                                                         | Land         | G  | S | B |
| ---------------------------------------------------------- | ------------ | -- | - | - |
| 1                                                          | Niederlande  | 13 | 2 | 1 |
| 2                                                          | Deutschland1 | 2  | 8 | 5 |
| 3                                                          | England      | 2  | 2 | 6 |
| 4                                                          | Spanien      | 0  | 2 | 2 |
| 5                                                          | Belgien      | 0  | 2 | 1 |
| 6                                                          | Russland2    | 0  | 1 | 2 |
| 1 1984 bis 1987 BR Deutschland 2 1984 bis 1991 Sowjetunion |              |    |   |   |

Stand: nach der EM 2025 

### Ewige Tabelle
Die ewige Tabelle enthält alle Ergebnisse der Europameisterschaften seit 1984. Die ewige Tabelle ist auf Grundlage der 3-Punkte-Regel berechnet. Es wurde grundsätzlich das Ergebnis nach 70 Minuten gewertet.
| Rang | Land                        | Spiele | Tore | Gegentore | Punkte | Teilnahmen |
| ---- | --------------------------- | ------ | ---- | --------- | ------ | ---------- |
| 1.   | Niederlande                 | 72     | 331  | 38        | 180    | 12         |
| 2.   | Deutschland                 | 72     | 206  | 83        | 158    | 12         |
| 3.   | England                     | 72     | 198  | 66        | 152    | 12         |
| 4.   | Spanien                     | 72     | 123  | 107       | 106    | 12         |
| 5.   | Irland                      | 72     | 86   | 128       | 91     | 12         |
| 6.   | Schottland                  | 62     | 108  | 111       | 87     | 10         |
| 7.   | Sowjetunion/Russland        | 47     | 137  | 104       | 72     | 7          |
| 8.   | Belgien                     | 50     | 58   | 146       | 49     | 8          |
| 9.   | Sowjetunion                 | 21     | 83   | 25        | 42     | 3          |
| 9.   | Frankreich                  | 47     | 58   | 121       | 41     | 7          |
| 10.  | Italien                     | 57     | 44   | 154       | 29     | 9          |
| 11.  | Aserbaidschan               | 22     | 35   | 68        | 28     | 4          |
| 12.  | Russland                    | 21     | 50   | 62        | 26     | 3          |
| 12.  | Ukraine                     | 24     | 34   | 58        | 22     | 4          |
| 13.  | Tschechoslowakei/Tschechien | 21     | 11   | 40        | 13     | 3          |
| 14.  | Wales                       | 21     | 20   | 58        | 12     | 3          |
| 15.  | Tschechoslowakei            | 7      | 8    | 9         | 9      | 1          |
| 15.  | Litauen                     | 7      | 12   | 20        | 7      | 1          |
| 16.  | Tschechien                  | 14     | 3    | 31        | 4      | 2          |
| 16.  | Belarus                     | 5      | 6    | 22        | 0      | 1          |
| 17.  | Polen                       | 5      | 2    | 26        | 1      | 1          |
| 18.  | Schweden                    | 7      | 0    | 40        | 0      | 1          |

Stand: nach der EM 2015

## Hallenhockey-Europameisterschaften der Herren
|    | Turnier | Gold           | Silber      | Bronze      | Austragungsort          |
| -- | ------- | -------------- | ----------- | ----------- | ----------------------- |
| 1  | EM 1974 | BR Deutschland | Niederlande | Schweiz     | Berlin, BR Deutschland  |
| 2  | EM 1976 | BR Deutschland | Belgien     | Niederlande | Arnheim, Niederlande    |
| 3  | EM 1980 | BR Deutschland | Niederlande | Schottland  | Zürich, Schweiz         |
| 4  | EM 1984 | BR Deutschland | England     | Niederlande | Edinburgh, Schottland   |
| 5  | EM 1988 | BR Deutschland | Frankreich  | Österreich  | Wien, Österreich        |
| 6  | EM 1991 | Deutschland    | England     | Schottland  | Birmingham, England     |
| 7  | EM 1994 | Deutschland    | England     | Tschechien  | Bonn, Deutschland       |
| 8  | EM 1997 | Deutschland    | Tschechien  | Dänemark    | Liévin, Frankreich      |
| 9  | EM 1999 | Deutschland    | Polen       | Schweiz     | Slagelse, Dänemark      |
| 10 | EM 2001 | Deutschland    | Spanien     | Polen       | Luzern, Schweiz         |
| 11 | EM 2003 | Deutschland    | Spanien     | Schweiz     | Santander, Spanien      |
| 12 | EM 2006 | Deutschland    | Polen       | Spanien     | Eindhoven, Niederlande  |
| 13 | EM 2008 | Russland       | Deutschland | Österreich  | Jekaterinburg, Russland |
| 14 | EM 2010 | Österreich     | Russland    | Niederlande | Almere, Niederlande     |
| 15 | EM 2012 | Deutschland    | Tschechien  | Österreich  | Leipzig, Deutschland    |
| 16 | EM 2014 | Deutschland    | Österreich  | Russland    | Wien, Österreich        |
| 17 | EM 2016 | Deutschland    | Österreich  | Russland    | Prag, Tschechien        |
| 18 | EM 2018 | Österreich     | Belgien     | Deutschland | Antwerpen, Belgien      |
| 19 | EM 2020 | Deutschland    | Österreich  | Niederlande | Berlin, Deutschland     |
| 20 | EM 2022 | Österreich     | Deutschland | Niederlande | Hamburg, Deutschland    |
| 21 | EM 2024 | Deutschland    | Polen       | Belgien     | Löwen, Belgien          |
| 22 | EM 2026 |                |             |             | Heidelberg, Deutschland |

| RF | Land        | G  | S | B |
| -- | ----------- | -- | - | - |
| 1  | Deutschland | 17 | 2 | 1 |
| 2  | Österreich  | 3  | 3 | 3 |
| 3  | Russland    | 1  | 1 | 2 |
| 4  | England     | 0  | 3 | 0 |
| 5  | Niederlande | 0  | 2 | 5 |
| 6  | Polen       | 0  | 3 | 1 |
| 7  | Spanien     | 0  | 2 | 1 |
| 7  | Tschechien  | 0  | 2 | 1 |
| 7  | Belgien     | 0  | 2 | 1 |
| 10 | Frankreich  | 0  | 1 | 0 |
| 11 | Schweiz     | 0  | 0 | 3 |
| 12 | Schottland  | 0  | 0 | 2 |
| 13 | Dänemark    | 0  | 0 | 1 |

Stand: nach der EM 2024

### Ewige Tabelle
Die ewige Tabelle enthält alle Ergebnisse der Europameisterschaften seit 1980. Die ewige Tabelle ist auf Grundlage der 3-Punkte-Regel berechnet. Es wurde grundsätzlich das Ergebnis nach 40 Minuten gewertet.
| Rang | Land        | Spiele | Tore | Gegentore | Punkte | Teilnahmen |
| ---- | ----------- | ------ | ---- | --------- | ------ | ---------- |
| 1.   | Deutschland | 41     | 360  | 114       | 106    | 8          |
| 2.   | Spanien     | 36     | 166  | 210       | 44     | 7          |
| 3.   | Tschechien  | 30     | 142  | 178       | 36     | 6          |
| 4.   | Österreich  | 31     | 144  | 174       | 33     | 6          |
| 5.   | Schweiz     | 26     | 107  | 161       | 31     | 5          |
| 6.   | Russland    | 25     | 125  | 162       | 28     | 5          |
| 7.   | England     | 16     | 102  | 94        | 27     | 3          |
| 8.   | Polen       | 20     | 120  | 123       | 23     | 4          |
| 9.   | Niederlande | 21     | 130  | 133       | 22     | 4          |
| 10.  | Dänemark    | 20     | 92   | 116       | 21     | 4          |
| 11.  | Frankreich  | 20     | 73   | 94        | 13     | 4          |
| 12.  | Schottland  | 16     | 77   | 106       | 13     | 3          |
| 13.  | Italien     | 5      | 38   | 57        | 1      | 1          |

Stand: nach der EM 2008

## Hallenhockey-Europameisterschaften der Damen
|    | Turnier | Gold           | Silber      | Bronze      | Austragungsort               |
| -- | ------- | -------------- | ----------- | ----------- | ---------------------------- |
| 1  | EM 1975 | BR Deutschland | Niederlande | Belgien     | Arras, Frankreich            |
| 2  | EM 1977 | BR Deutschland | Niederlande | Belgien     | Brüssel, Belgien             |
| 3  | EM 1981 | BR Deutschland | Schottland  | Kanada      | Berlin, BR Deutschland       |
| 4  | EM 1985 | BR Deutschland | Niederlande | England     | London, England              |
| 5  | EM 1987 | BR Deutschland | Niederlande | England     | Bad Neuenahr, BR Deutschland |
| 6  | EM 1990 | BR Deutschland | Spanien     | Schottland  | Elmshorn, Deutschland        |
| 7  | EM 1993 | Deutschland    | England     | Spanien     | London, England              |
| 8  | EM 1996 | England        | Deutschland | Spanien     | Glasgow, Schottland          |
| 9  | EM 1998 | Deutschland    | England     | Österreich  | Ourense, Spanien             |
| 10 | EM 2000 | Deutschland    | Russland    | Tschechien  | Wien, Österreich             |
| 11 | EM 2002 | Deutschland    | Litauen     | Frankreich  | Les Ponts-de-Cé, Frankreich  |
| 12 | EM 2004 | Deutschland    | Niederlande | Belarus     | Eindhoven, Niederlande       |
| 13 | EM 2006 | Deutschland    | Niederlande | Belarus     | Eindhoven, Niederlande       |
| 14 | EM 2008 | Deutschland    | Belarus     | Niederlande | Almería, Spanien             |
| 15 | EM 2010 | Ukraine        | Spanien     | Deutschland | Duisburg, Deutschland        |
| 16 | EM 2012 | Deutschland    | Belarus     | Polen       | Leipzig, Deutschland         |
| 17 | EM 2014 | Niederlande    | Deutschland | Polen       | Prag, Tschechien             |
| 18 | EM 2016 | Niederlande    | Polen       | Belarus     | Minsk, Belarus               |
| 19 | EM 2018 | Deutschland    | Niederlande | Belarus     | Prag, Tschechien             |
| 20 | EM 2020 | Belarus        | Niederlande | Tschechien  | Minsk, Belarus               |
| 21 | EM 2022 | Deutschland    | Niederlande | Ukraine     | Hamburg, Deutschland         |
| 22 | EM 2024 | Deutschland    | Polen       | Österreich  | Berlin, Deutschland          |
| 23 | EM 2026 |                |             |             | Prag, Tschechien             |

| RF | Land        | G  | S | B |
| -- | ----------- | -- | - | - |
| 1  | Deutschland | 17 | 2 | 1 |
| 2  | Niederlande | 2  | 9 | 1 |
| 3  | Belarus     | 1  | 2 | 4 |
| 4  | England     | 1  | 2 | 2 |
| 5  | Ukraine     | 1  | 0 | 1 |
| 6  | Spanien     | 0  | 2 | 2 |
| 6  | Polen       | 0  | 2 | 2 |
| 8  | Schottland  | 0  | 1 | 1 |
| 9  | Russland    | 0  | 1 | 0 |
| 9  | Litauen     | 0  | 1 | 0 |
| 11 | Belgien     | 0  | 0 | 2 |
| 11 | Tschechien  | 0  | 0 | 2 |
| 11 | Österreich  | 0  | 0 | 2 |
| 14 | Frankreich  | 0  | 0 | 1 |
| 14 | Kanada      | 0  | 0 | 1 |

Stand: nach der EM 2024

### Ewige Tabelle
Die ewige Tabelle enthält alle Ergebnisse der Europameisterschaften seit 1998. Die ewige Tabelle ist auf Grundlage der 3-Punkte-Regel berechnet. Es wurde grundsätzlich das Ergebnis nach 40 Minuten gewertet.
| Rang | Land        | Spiele | Tore | Gegentore | Punkte | Teilnahmen |
| ---- | ----------- | ------ | ---- | --------- | ------ | ---------- |
| 1.   | Deutschland | 35     | 267  | 64        | 97     | 7          |
| 2.   | Belarus     | 26     | 92   | 86        | 46     | 5          |
| 3.   | Niederlande | 21     | 92   | 52        | 39     | 4          |
| 4.   | Österreich  | 30     | 99   | 171       | 31     | 6          |
| 5.   | Ukraine     | 16     | 65   | 53        | 27     | 3          |
| 6.   | Spanien     | 16     | 59   | 60        | 22     | 3          |
| 7.   | Schottland  | 30     | 67   | 111       | 21     | 6          |
| 8.   | Litauen     | 20     | 45   | 79        | 20     | 4          |
| 9.   | Tschechien  | 20     | 57   | 82        | 17     | 4          |
| 10.  | Slowakei    | 15     | 42   | 75        | 17     | 3          |
| 11.  | Russland    | 19     | 73   | 103       | 16     | 4          |
| 12.  | Frankreich  | 10     | 29   | 24        | 12     | 2          |
| 13.  | England     | 10     | 25   | 34        | 11     | 2          |
| 14.  | Italien     | 5      | 16   | 21        | 9      | 1          |
| 15.  | Polen       | 6      | 15   | 11        | 4      | 1          |

Stand: nach der EM 2010

## Erfolgreichste europäische Hockey-Nationen
| RF | Land        | G  | S  | B  | Gesamt |
| -- | ----------- | -- | -- | -- | ------ |
| 1  | Deutschland | 41 | 14 | 9  | 64     |
| 2  | Niederlande | 19 | 19 | 10 | 48     |
| 3  | England     | 4  | 8  | 15 | 27     |
| 4  | Spanien     | 2  | 9  | 5  | 16     |
| 5  | Österreich  | 2  | 3  | 4  | 9      |
| 6  | Belgien     | 1  | 5  | 5  | 11     |
| 7  | Russland    | 1  | 4  | 4  | 9      |
| 8  | Belarus     | 1  | 2  | 4  | 7      |
| 9  | Ukraine     | 1  | 0  | 0  | 1      |
| 10 | Polen       | 0  | 3  | 3  | 6      |
| 11 | Tschechien  | 0  | 2  | 3  | 5      |
| 12 | Schottland  | 0  | 1  | 3  | 4      |
| 13 | Frankreich  | 0  | 1  | 1  | 2      |
| 14 | Litauen     | 0  | 1  | 0  | 1      |
| 15 | Schweiz     | 0  | 0  | 3  | 3      |
| 16 | Dänemark    | 0  | 0  | 1  | 1      |
| 16 | Irland      | 0  | 0  | 1  | 1      |
| 16 | Kanada      | 0  | 0  | 1  | 1      |

Stand: nach den Feldhockey-Turnieren 2021 